# Bob Barker (Schiff)
Die Bob Barker war ein ehemaliges Walfangschiff, das bis 2022 von Sea Shepherd für Aktionen genutzt wurde. Das Schiff fuhr unter niederländischer Flagge.

## Geschichte

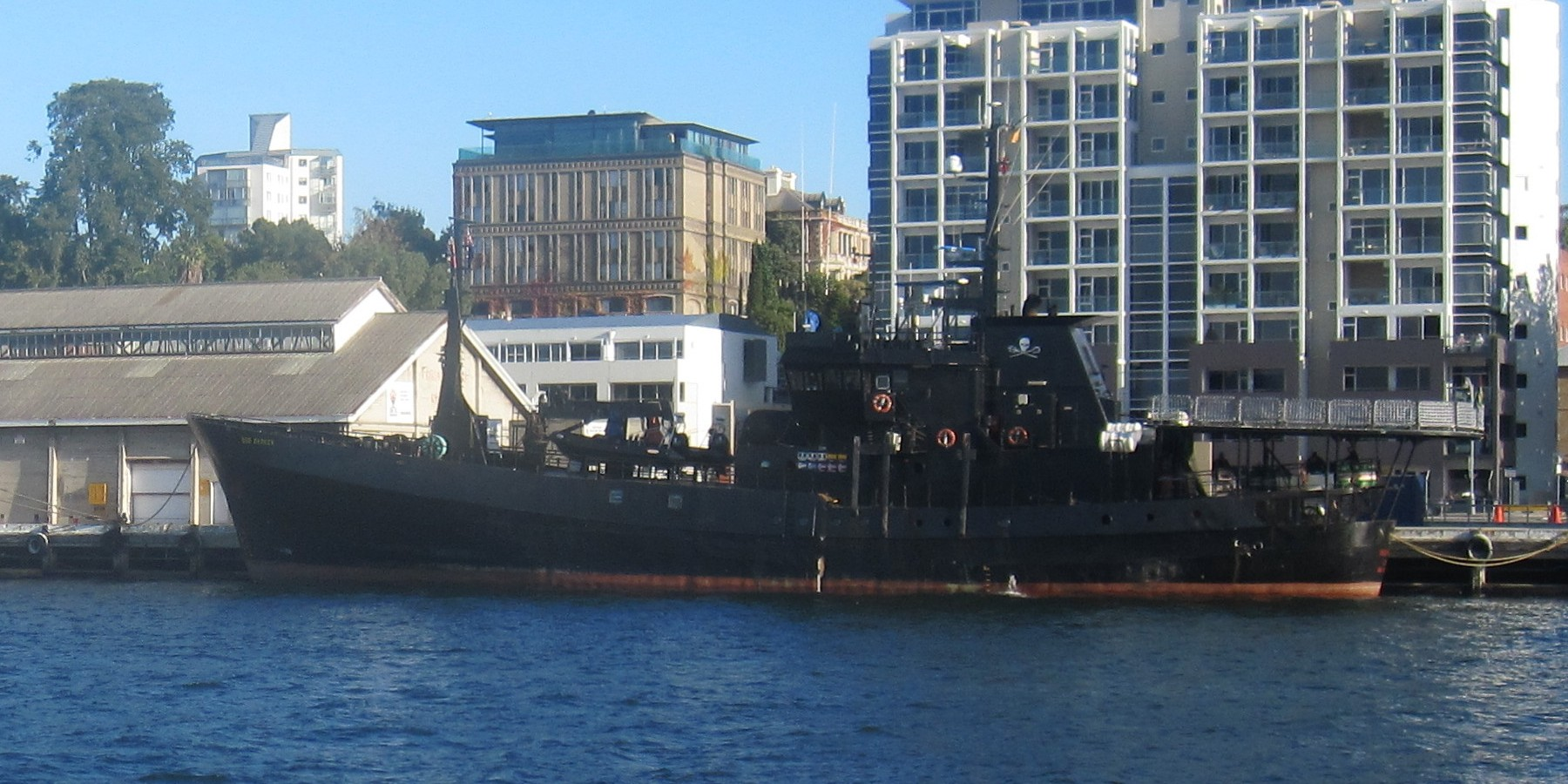
Die Bob Barker in einem australischen Hafen (2011)

Das Schiff wurde 1950 mit einer Vermessung von etwa 1.200 BRT als Walfangschiff Pol XIV gebaut und in Norwegen eingesetzt. 1966 wurde das Schiff in Volstad Jr. und 1997 in Polaris umbenannt, bevor Sea Shepherd das Schiff inkognito kaufte. Finanziert wurden der Kauf und die spätere Umrüstung durch eine Spende des US-amerikanischen Fernsehmoderators Bob Barker in Höhe von 5.000.000 Dollar. Das Schiff wurde nach Togo überführt und dort umgebaut. Es erhielt dort auch einen neuen Anstrich. Das Schiff verfügt laut Sea Shepherd über einen starken Antrieb und einen eisverstärkten Rumpf.
Barker finanzierte auch einen Hubschrauber, für den ein Hubschrauberdeck auf der Bob Barker vorhanden ist. Der Helikopter wurde auf den Namen Nancy Burnets getauft, der Präsidentin der United Activists for Animal Rights, einer Organisation, die Barker ebenfalls unterstützte.
Das Schiff stieß offiziell im Dezember 2009 zur Flotte von Sea Shepherd und ist häufig in der Dokumentation Whale Wars zu sehen. Während der Anti-Walfang-Kampagne 2009/2010 der Organisation war das Schiff in Togo registriert. Im Mai 2010 erhielt die Bob Barker die niederländische Flagge. Im November 2022 gab Sea Sheperd die Außerdienststellung der Bob Barker bekannt, weil ihr Rumpf den Belastungen auf See nicht mehr standhalten konnte. Der Verkaufserlös des Stahls soll in zukünftige Projekte fließen. Am 15. November 2022 wurde das Schiff zur Verschrottung in Aliağa auf den Strand gesetzt.

## Operationen
Die Bob Barker war eines der Schiffe, welche 2009, im Zuge von Operation Waltzing Matilda, in der Antarktis gegen japanische Walfänger eingesetzt wurden. Eine ihrer ersten Aktionen war die Dokumentation der Kollision zwischen der Ady Gil und der japanischen Shonan Maru No. 2, bei der die Ady Gil zerstört wurde. Alle sechs Besatzungsmitglieder der Ady Gil wurden nach der Kollision von der Bob Barker aufgenommen. Auf Grund der fortgesetzten Störmanöver fing die japanische Walfangflotte in diesem Jahr 528 Wale weniger als geplant.
In der darauffolgenden Saison blockierte die Bob Barker die Laderampe der Nisshin Maru für über 3000 nautische Meilen (5556 km). Dadurch konnte diese keine Wale mehr aufnehmen und musste sechs Wochen früher als geplant zurückkehren. Die japanische Flotte blieb in dieser Saison 870 Stück, oder 83 % hinter ihrer selbst gesteckten Fangquote zurück.
2011–2012 nahm die Bob Barker an der Operation Divine Wind teil, bei der 768 Wale gerettet wurden.
Am 20. Februar 2013 wurde die Bob Barker während der Operation Zero Tolerance bei einem Störmanöver zwischen der Nisshin Maru und der Sun Laurel, einem Tankschiff, eingeklemmt. Die Bob Barker wurde beschädigt und stand nach Aussage des Kapitäns kurz vor dem Kentern, sodass es einen Mayday-Notruf absetze. Durch das Störmanöver war es den Japanern nicht möglich die Nisshin Maru zu betanken und sie töteten in dieser Saison 932 Wale weniger als geplant.
2013 – 2014 nahm die Bob Barker an der Operation Relentless teil, bei der 784 Wale gerettet wurden.
2015 stellte die Bob Barker während der Operation Icefish 2014-15 mit 110 Tagen einen neuen Rekord für die längste Verfolgungsjagd auf hoher See auf. Die Bob Barker hatte zuvor, gemeinsam mit der Sam Simon, 5 Wildererschiffe einer Flotte, die als Bandit 6 bekannt war, der Strafverfolgung zugeführt. Das letzte Schiff, die Thunder versuchte zu fliehen und wurde dabei von den beiden Sea Shepherd Schiffen ständig verfolgt. Am Ende gab der Kapitän auf und versenkte sein eigenes Schiff. Bei den darauffolgenden Gerichtsverfahren wurden die drei Offiziere der Thunder zu je drei Jahren Haft und Strafzahlungen von insgesamt 15 Millionen Euro verurteilt. Die Eigner der Bandit 6 mussten über 31 Millionen Euro an Strafe bezahlen.

## Sonstiges
Die Bob Barker verfügte über eine Treibstoffkapazität von 540 Tonnen.